# Condado de Moore (Tennessee)
El condado de Moore (en inglés: Moore County, Tennessee), fundado en 1872, es uno de los 95 condados del estado estadounidense de Tennessee. En el año 2000 tenía una población de 5.740 habitantes con una densidad poblacional de 17 personas por km². La sede del condado es Lynchburg.

## Geografía
Según la Oficina del Censo, el condado tiene un área total de 338 km² (130,5 mi²), de la cual 335 km² (129,3 mi²) es tierra y 3 km² (1,2 mi²) es agua.

### Condados adyacentes
- Condado de Coffee noreste
- Condado de Franklin sureste
- Condado de Lincoln suroeste
- Condado de Bedford noroeste

## Demografía
En el 2000 la renta per cápita promedia del condado era de $36,591, y el ingreso promedio para una familia era de $41,484. El ingreso per cápita para el condado era de $19,040. En 2000 los hombres tenían un ingreso per cápita de $31,559 contra $20,987 para las mujeres. Alrededor del 7.80% de la población estaba bajo el umbral de pobreza nacional.

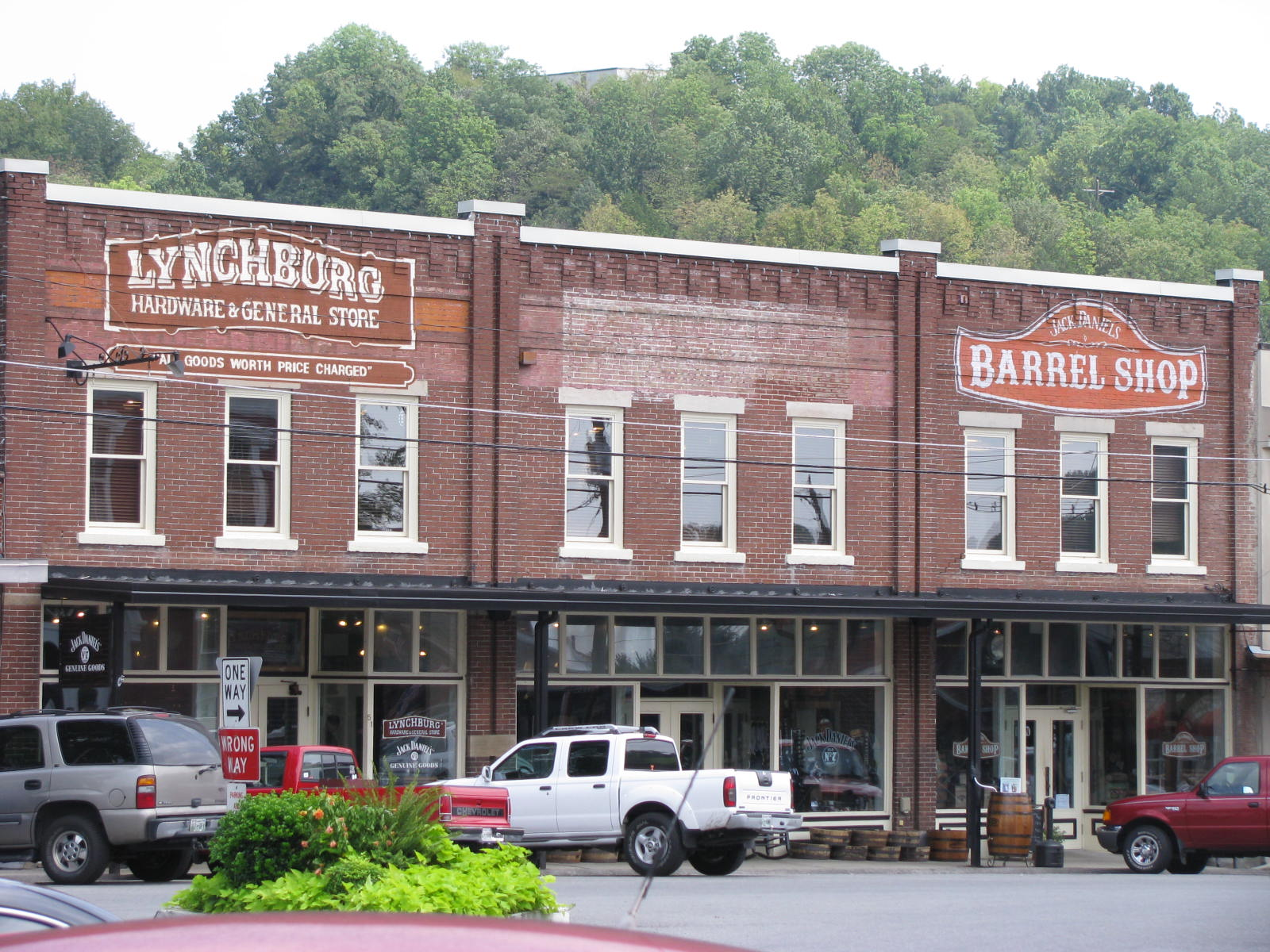
Tiendas a lo largo de la plaza del pueblo en Lynchburg, Tennessee, Estados Unidos

## Economía
El Condado de Moore es el lugar de la destilería Jack Daniel's, cuyo famoso whisky Tennessee se comercializa en todo el mundo. A pesar del funcionamiento de la destilería , el condado es un condado seco. Esta situación data desde la época de prohibición y sólo puede ser derogado si por lo menos 1000 electores residentes firman una petición apropiada.

## Lugares

### Ciudades y pueblos
- Lynchburg